# Grekisk frappé

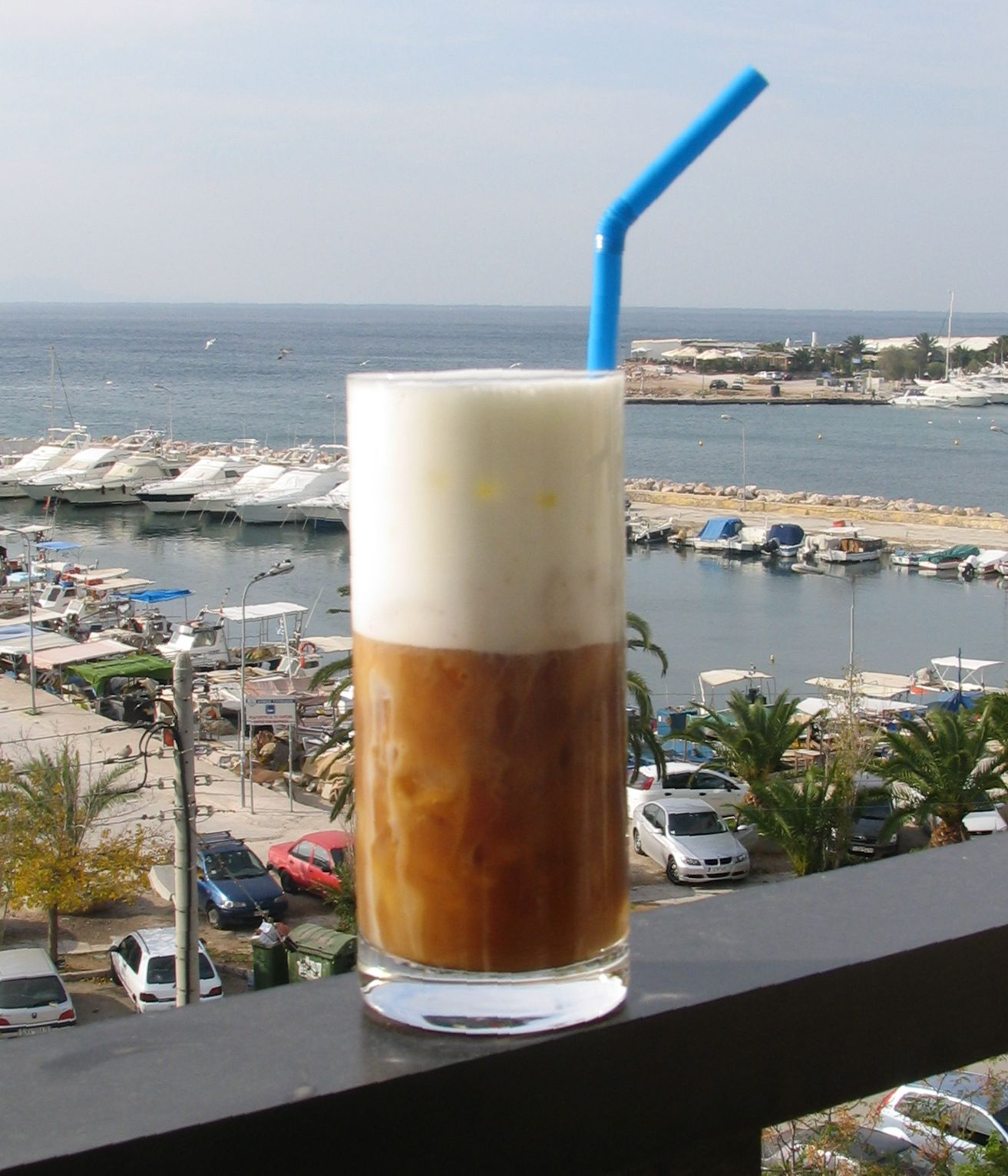
Grekisk frappé.

Grekisk frappé, kaffe frappé eller bara frappé (grekiska: φραπές, frapés) är en sorts drink baserad på iskaffe. Den förknippas ofta med Grekland. Även andra drinkvarianter med kaffe och med eller utan inslag av milkshake kan kallas frappé.

## Bakgrund
Dryckens namn kommer från franska frappé ('slagen'; 'kyld med is'), vilket i dryckessammanhang kan syfta på skakad eller kyld. I grekisk populärkultur anknyter det huvudsakligen till skakandet som associeras med tillagandet av drycken. 
Frappé har kallats Greklands nationalkaffe, och kan beställas på nästan alla kaféer, ofta tillsammans med ett glas vatten. Frappén är vanligt förekommande i Grekland och Cypern, speciellt under sommaren, men har spridit sig vidare till andra länder.
1932 finns ett recept bevarat från Missouri, USA. Drycken lanserades eller populariserades 1957 vid den internationella handelsmässan i Thessaloniki.

## Stil och innehåll
Frappén består av ett skumtäckt iskaffe som görs från pulverkaffe, vanligtvis spraytorkat. En grekisk frappé görs med Nescafe Classic som säljs i Grekland. Snabbkaffet blandas med kallt vatten, socker och isbitar. Även mjölk är en vanlig ingrediens. 

### Skummig överdel
Det spraytorkade pulverkaffet innehåller nästan ingen olja förutom små partiklar, några molekyler för smaken och luftens skull, och koffein. När kaffet är upplöst bildar det spraytorkade kaffet en enklare och stabilare kolloid jämfört med traditionellt bryggda kaffedrycker. Detta tillåter kreativitet i den tjocka skummiga överdelen. Lagret liknar crema, skummet på espresson, men är mycket tjockare. Bristen på olja bidrar till ett mer stabilt skum, och bubblorna kollapsar inte lika lätt som i crema. Snart efter att skummet har gjorts börjar en förtjockningsprocess där vattenmolekyler konstant trycks ut från den skummiga blandningen. Bubblorna dras ihop mot varandra och skummet stelnar. Processen tar mellan 2 och 10 minuter och beror på omrörningen. När nästan allt vatten tryckts ut har bubblorna kommit så nära varandra att de långsamt börjar smälta samman och skapa större bubblor.
Vid den här delen kan en hydrofobisk olja resultera i ett lättare skum där medelbubblans diameter är större än 4 millimeter. Därför är det inte lätt att göra en bra frappé i många länder, såvida man inte kan hitta spraytorkat kaffe. Nyttjandet av en handmixer gör skapandet av finare bubblor möjlig, vilket även ökar tiden som skummet förblir. De bästa frappéerna är oftast de med de minsta bubblorna och där skummet är 3 till 5 centimeter tjockt.

## Varianter
Frappé finns tillgängligt i tre söthetsgrader som bestäms av mängden socker och kaffe som används. De tre söthetsgraderna är glykós (γλυκός, ɣliˈkos, "söt"); métrios (μέτριος, "medium"); samt skétos (σκέτος, "enkel", utan socker). Alla sorterna kan serveras med kondenserad mjölk (με γάλα [me ˈɣala]), och kan då kallas φραπόγαλο frapógalo ([fraˈpoɣalo], "frappé-mjölk"). Kahlúa eller andra likörer läggs ibland till, såväl som chokladmjölk. Många restauranger lägger till en skopa vaniljglass istället för mjölk. Även om detta inte tekniskt sett är "frappé", då den inte är skakad, vispas några varianter med en sked, vilket ger en liten skillnad i strukturen. 
Frappé är även vanligt i Cypern, där de grekiska cyprioterna tog upp frappén i sin kultur, med flera andra länder. Starbucks saluför en serie drycker under namnet "Frappuccino". 

### Varianter olika länder
I Sverige, Italien och Frankrike är en frappé en milkshake som görs genom att blanda mjölk eller juice i en shaker utan kaffe. I New England är en frappe (där uttalat /fræp/) en amerikansk milkshake, ofta tjockare än vanliga milkshake med mer glass, och innehåller inte något kaffe. På Irland görs en frappe på nymalt kaffe, is, mjölk och ibland glass eller kaffe med kryddor som vanilj eller karamell.[källa behövs]